# Matići (Orašje, BiH)
Matići su naseljeno mjesto u sastavu općine Orašje, Federacija Bosne i Hercegovine, BiH. Selo je udaljeno oko 3 km od grada Orašije. Pod Bosansku Posavinu spadaju i Matići.

## Povijest
Dana 7. kolovoza 1995. snage VRS počinile su ratni zločin u Matićima. Zbog poraza u operaciji Oluji, a radi osvete granatirali su selo pri čemu su pobili osmero hrvatske djece.

## Stanovništvo
| Matići             |       |                |                |                |
| godina popisa      | 2013. | 1991.          | 1981.          | 1971.          |
| Hrvati             | 1591  | 2010 (98,82 %) | 1945 (98,98 %) | 1778 (99,21 %) |
| Srbi               | 4     | 7 (0,34 %)     | 8 (0,40 %)     | 8 (0,44 %)     |
| Muslimani          | 1     | 3 (0,14 %)     | 2 (0,10 %)     | 0              |
| Jugoslaveni        | 0     | 1 (0,04 %)     | 5 (0,25 %)     | 1 (0,05 %)     |
| ostali i nepoznato | 6     | 13 (0,63 %)    | 5 (0,25 %)     | 5 (0,27 %)     |
| ukupno             | 1602  | 2034           | 1965           | 1792           |

## Poznate osobe
- Luka A. Marković, hrv. pjesnik, esejist, filozof

## Šport
- NK Napredak Matići, županijski ligaš
- NK Matići 88, klub koji je djelovao od 1988. do 1992. godine